# Jack Chesbro
John Dwight „Jack“ Chesbro (* 5. Juni 1874 in North Adams, Massachusetts; † 6. November 1931 in Conway, Massachusetts) war ein US-amerikanischer Baseballpitcher in der Major League Baseball (MLB). Sein Spitzname war Happy Jack.

## Biografie
Jack Chesbro begann seine Karriere in den Minor Leagues. Er hatte jedoch einen schleppenden Start, da er immer wieder bei Teams unter Vertrag stand, die inmitten der Saison den Spielbetrieb einstellen mussten. Erst mit seinem Wechsel zu den Pittsburgh Pirates 1899 sollte sich dieses ändern. Berühmtheit erreichte der Spitball-Pitcher in den Spielzeiten 1901 und 1902, als er mit den Pirates jeweils die National League gewinnen konnte. 1903 folgte sein Wechsel zu den New York Highlanders.
Die Saison 1904 stellte den absoluten Höhepunkt seiner Karriere dar. Er gewann 41 Spiele, 48 seiner 51 Starts waren komplette Spiele, 30 davon sogar in Reihenfolge zu Beginn der Saison. Allerdings verhinderte ein Wild Pitch von ihm gegen die Boston Pilgrims den möglichen Gewinn der Meisterschaft am 10. Oktober 1904.
In der Saison 1909 wechselte er nach Boston und beendete seine Karriere in der Major League. Obwohl er nur zwölf Jahre in den Major Leagues aktiv war, neun davon als regulärer Startwerfer, waren seine Statistiken so beeindruckend, dass er 1946 in die Baseball Hall of Fame aufgenommen wurde.